# ستاری گوستنگ
ستاری گوستنگ (به لهستانی:  Stary Gostyń) یک منطقهٔ مسکونی در لهستان است که در گمینا گوستنگ واقع شده‌است. ستاری گوستنگ ۴۴۰ نفر جمعیت دارد.